# 迈里波朗
迈里波朗是巴西圣保罗州的一个市镇。总面积321.48平方公里，总人口79155人，人口密度246.2人/平方公里。